# Pungile germane ale Atlanticului
În anii de la sfârșitul celei de-a doua conflagrații mondiale, așa-numitele pungi ale Atlanticului au fost ultimele zone de rezistență ale Wehrmachtului în Franța ocupată. Pe 19 ianuarie 1944, Adolf Hitler a proclamat înființarea a 14 „fortărețe” (Atlantikfestungen) de-a lungul Zidului Atlanticului, care trebuiau apărate până la ultimul om. Scopul acestor poziții era să îi împiedice pe Aliați să își reaprovizioneze armatele după debarcarea din Franța și să protejeze bazele submarinelor germane care luptau în Bătălia Atlanticului. Ultima astfel de pungă a capitulat pe 11 mai 1945, la trei zile după capitularea Germaniei Naziste. 
În directiva sa din 19 ianuarie 1944, Alfred Jodl a înființat fortărețe ale Atlanticului în patru sectoare: 
- IJmuiden și Hoek van Holland în sectorul armatei germane din Țările de Jos ocupată;
- Dunkerque, Boulogne-sur-Mer și Le Havre în sectorul Armatei a 15-a germane;
- Brest, Cherbourg, Lorient, Saint-Malo și Saint-Nazaire în sectorul Armatei a 7-a germane;
- Malurile de nord și de sud ale estuarului Gironde, la La Rochelle și Royan-Pointe de Grave, în sectorul Armatei I germane:

După debarcarea din Normandia de pe 6 iunie, Jodl a emis noi directive pe 17 august și pe 4 septembrie. Prin aceste ordine el sublinia importanța păstrării controlului asupra orașelor Calais și Walcheren. 
După eliberarea orașului Brest de pe 19 septembrie 1944, aliații au decis să asedieze pungile germane rămase, fără să le ia însă cu asalt. Dintre toate „fortărețele (festungen)”, doar francezii au luat cu asalt  Royan, pe care l-au eliberat pe 20 aprilie 1945, în timpul asediului orașului La Rochelle, care a capitulat doar pe 8 mai. 
Pungile care au mai rămas au fost:
- Insulele Canalului (au capitulat pe 9 mai 1945);
- Dunkerque (asediat începând cu 15 septembrie, a capitulat pe 9 mai 1945);
- Lorient (asediat începând cu 12 august, a capitulat pe 10 mai 1945);
- Saint-Nazaire (asediat începând cu 27 august, a capitulat pe 11 mai 1945);